# Turbina Kaplan

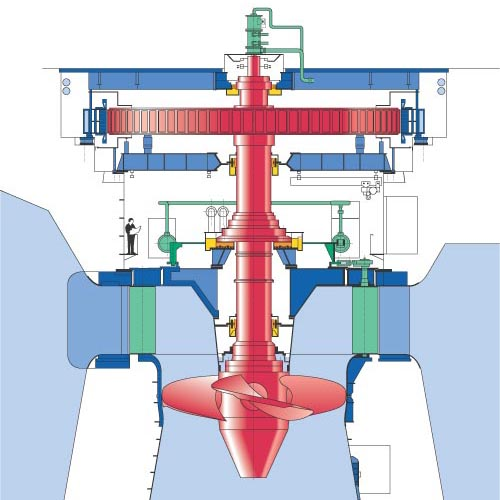
Una turbina Kaplan vertical

Les turbines Kaplan són turbines d'aigua de reacció de flux axial, amb un rodet que funciona de manera semblant a l'hèlix d'un vaixell. S'empren en salts de petita alçària. Les àmplies pales o àleps de la turbina són impulsades per aigua a alta pressió alliberada per una comporta.
L'aigua hi circula en el mateix sentit a l'eix. A més de poder regular la inclinació dels deflectors, també es pot regular la dels àleps del rotor, de manera que la turbina s'adapta a les necessitats de potència de cada moment. S'utilitza per a petits salts i grans cabals, com els dels embassaments.